# Відпочинок (зупинний пункт)
Відпочи́нок — пасажирський залізничний зупинний пункт Харківської дирекції Південної залізниці на електрифікованій лінії Мерефа — Лозова між станціями Краснопавлівка (9 км) та Герсеванівський (3 км). Розташований біля села Оддихне Лозівського району Харківської області.

## Пасажирське сполучення
На платформі Відпочинок зупиняються приміські електропоїзди Харківського та Лозівського напрямків.